# ニキビダニ
ニキビダニ（学名：Demodex folliculorum）は、節足動物門鋏角亜門クモ綱ダニ目ケダニ亜目（前気門亜目）ニキビダニ科ニキビダニ属に属する動物である。広義にはニキビダニ科に属するダニ類の総称。

## 概要
ニキビダニ科はニキビダニ属 Demodex 1属のみから成る科で、哺乳類の皮膚の様々な分泌腺に寄生する。全ての種の哺乳類に、特異的に種分化したニキビダニが寄生していると考えられており、しかもヒトで2種のニキビダニが異なる部位に寄生するように、皮膚の上の異なる種類の分泌腺ごとに種分化が起きていることもあるため、少なくとも5千種以上の種が存在すると考えられている（現生哺乳類種数は4千種あまり）。主として毛包部に寄生するため、毛包虫とも呼ばれる。
ヒトでは特に顔面で皮脂腺が発達しており、顔における寄生密度が高いので「顔ダニ」とも俗称され、学名をかな書きしたデモデクスの名でも呼ばれることがある。人体では、毛包の皮脂腺の導管部が開口している部分か、それより浅い部分には体長約290μmのニキビダニ D.  folliculorum がしばしば6 - 8個体の群を成して、皮脂腺内部には体長約200μmのコニキビダニ D. brevis が単独で寄生する。ニキビダニの餌は毛包上皮細胞で、コニキビダニの場合は皮脂腺の細胞であると考えられている。
副腎皮質ステロイド剤を顔面に外用したり免疫不全を生じる疾患に罹ると、著しい過剰増殖が起こり、皮疹を形成するに至ることがあると言われている。
動物の毛包内にも発症することが知られている。
ニキビダニは肛門がなく排泄物は体内に蓄積され死ぬ時にのみ外部に出ると考えられていたがゲノム解析により肛門の存在が明らかになった

## 生活史
卵から幼虫、第1若虫、第2若虫を経て、合計3回の脱皮で成虫になる。それぞれの期間は卵が60時間、幼虫が36時間、第1若虫が72時間、第2若虫が60時間、成虫の寿命が120時間となり、産卵から死ぬまでの寿命は約14日ほどと推定されている。しかし、これは抗生物質を添加した皮脂を与えて飼育したときの各ステージの期間をつなぎ合わせた期間で、寿命はこれより長くなる可能性も指摘されている。完全な人工環境下で生活史を再現した飼育研究は、まだ知られていない。
にきびの内部から多数検出されることがあるが、必ずしもにきびに寄生するわけではなく、健康な皮膚からも検出される。著しい多数個体のニキビダニがにきびに寄生していた場合、そうした寄生密度の高さがにきびをもたらしたのか、ニキビダニ密度の上昇に先行する、にきびを引き起こす何らかの病変が寄生密度の高さをもたらしたのかを検証することは困難である。なお、生まれたばかりの新生児には寄生していないが、親が抱いたり皮膚に触れたときに感染する。このとき感染に与るのは、毛穴の外に出て周囲を徘徊する行動を示す第2若虫のステージのものと考えられている。こうしてニキビダニは幼児から高齢者まで広くその寄生が見られるが、コニキビダニの場合、幼児から若者にかけての若年者ではあまり寄生が見られないという報告もある。